# 田南部力
田南部力（日语：／ Tanabe Chikara，1975年4月20日—），日本男子摔跤运动员。他曾代表日本参加2000年和2004年夏季奥林匹克运动会摔跤比赛，其中2004年奥运会获得一枚铜牌。